# Huasco Televisión
Huasco Televisión es un canal de televisión por cable chileno de carácter local, con sede en la ciudad de Huasco, Región de Atacama. Su programación es variada, destacando su noticiero íntegramente local Informe Prensa.
Transmite en el canal 24 de la cableoperadora Cable Huasco en las comunas de Huasco y Freirina; y por el canal 3 del operador VTR, que lo difunde por la comuna de Vallenar.

## Historia
Comenzó sus operaciones el 31 de enero de 2003 y su director ejecutivo es Marcelo Godoy Cuello.
Además el canal ha participado en la elaboración de infinidades de proyectos como documentales, transmisión en vivo del Festival del Velero 2009, 2010, 2011, 2012, 2013 y 2014, Cortometrajes Históricos, realización de videos musicales, entre otros. La transmisión es de 24 horas, en donde los distintos trabajos realizados por el equipo son organizados a través de una guía programática, en donde solo acontecimientos especiales o programas diseñados por la dirección pueden generar cambios en la programación habitual.

## Programación
Su programación está compuesta por videos musicales, películas, noticias y cobertura de los eventos de las comunas de Huasco y Freirina
- Informe Prensa, es un noticiero local emitido los días miércoles, sábado y domingo a las 22:00 horas.[2][3]